# Silos (ort)
Silos är en ort i Colombia.   Den ligger i departementet Norte de Santander, i den norra delen av landet, 300 km nordost om huvudstaden Bogotá. Silos ligger 2 730 meter över havet och antalet invånare är 1 300.
Terrängen runt Silos är kuperad åt nordväst, men åt sydost är den bergig. Runt Silos är det glesbefolkat, med 14 invånare per kvadratkilometer. Närmaste större samhälle är Chitagá, 12,6 km sydost om Silos. Trakten runt Silos består i huvudsak av gräsmarker.